# عزبة البنك
عزبة البنك قرية تابعة  لمركز الفشن محافظة بني سويف تم إنشائها في عام 1904 ، حيث كان يمتلكها أحد الخواجات الإقطاعيين في ذلك الوقت[بحاجة لمصدر]، وبلغ عدد سكانها 7650  نسمة، حسب التقديرات المعلنة من قبل  جهاز الإحصاء المصري في العام 2006، وهي إحدى قرى جنوب بني سويف، وتقع في المنتصف بين قرية نزلة البرقي وقرية منشأة عمرو.
تتكون عزبة البنك من ثلاثة مناطق رئيسية، وهي الخوري وتقع في غرب البلد، والسَبخة وتقع في الجانب الشرقي من البلد، ومنطقة بحري وتقع في وسط شمال البلد.